# Tramlijn Den Haag - Loosduinen
De tramlijn Den Haag - Loosduinen was een tramlijn in het Westland. Vanaf de Lijnbaan in Den Haag liep de enkelsporige lijn over de Loosduinseweg en Haagweg (thans Oude Haagweg) naar Loosduinen.

## Geschiedenis
De lijn werd geopend in 1882 door de Westlandsche Stoomtramweg Maatschappij (WSM). In de eerste jaren werden de tramdiensten uitgevoerd door de Hollandsche IJzeren Spoorweg-Maatschappij (HSM). In 1885 nam de WSM de exploitatie zelf ter hand. De stoomtrams verbonden Den Haag via Loosduinen en de aansluitende tramlijn Loosduinen - Poeldijk met het Westland, maar er werden ook korte ritten tussen Den Haag en Loosduinen gereden. Daarvoor werd in 1923 een motortram van het fabricaat DWK aangeschaft. Deze bestaat nog en kwam na verkoop aan het buitenland uiteindelijk bij de stoomtram Hoorn-Medemblik terecht en is in restauratie.
Vanaf 1917 voerde de WSM onderhandelingen met de gemeente Den Haag en Haagsche Tramweg Maatschappij (HTM), die de lijn wilde overnemen en elektrificeren. Jarenlang sleepte de discussie zich voort, en uiteindelijk ging dit niet door. In plaats daarvan werd de lijn in 1932 gesloten en in 1932/33 opgebroken. Sindsdien reden er bussen.
Sinds 1983 volgt de Haagse tramlijn 2 vrijwel dezelfde route van Loosduinen naar Den Haag (en Leidschendam-Voorburg). De elektrische tram is er uiteindelijk dus toch gekomen.